# Sistema axiomático
Na matemática, um sistema axiomático, é qualquer conjunto de axiomas que podem ser ligados em conjunção para logicamente derivar teoremas. Uma teoria matemática  consiste em um sistema axiomático e todos os seus teoremas. Um sistema axiomático que é completamente descrito é um tipo especial de sistema formal. Uma prova formal é uma versão completa de uma prova matemática dentro de um sistema formal.

## Propriedades
Um sistema axiomático é dito consistente se não há contradição, i.e., não possui capacidade de derivar a afirmação e negação de uma mesma sentença.
Em um sistema axiomático, um axioma é chamado de independente se não é um teorema que pode ser derivado através de outros axiomas do sistema. Um sistema será chamado de independente se todos os seus axiomas são independentes. Contudo independência não é necessária para ser um sistema, já a consistência é.
Um sistema axiomático, será chamado de completo se para toda sentença ou sua afirmação ou sua negação é derivável.

## Consistência relativa
Além da absoluta, a consistência relativa é também uma característica de um sistema axiomático. Isso acontece quando termos indefinidos de um sistema axiomático possuem definições em outro sistema, de maneira que os axiomas do primeiro são teoremas do segundo.
Um bom exemplo de consistência relativa é o da geometria neutra ou geometria absoluta, relacionada a teoria do sistema dos números reais. Retas e pontos são termos indefinidos na geometria absoluta, mas possuem significados atribuídos na teoria dos números reais de maneira que são consistentes em ambos sistemas axiomáticos.

## Teoria Axiomática
Em matemática e em lógica, uma teoria axiomática é uma teoria baseada num conjunto de axiomas a partir dos quais são deduzidos teoremas utilizando procedimentos bem definidos (por exemplo, um conjunto de regras lógicas). Os axiomas são estabelecidos sem dedução e tomados como ponto de partida para a dedução dos teoremas. Entretanto, os teoremas podem ser utilizados para a dedução de outros teoremas.
Como condição adicional é geralmente colocado que o conjunto de axiomas seja decidível no sentido de ser um conjunto recursivo. Todo conjunto finito de axiomas é decidível e, portanto, aceitável com essa condição.

### História
Apesar de sistemas axiomáticos existirem desde a antiguidade (por exemplo a geometria euclidiana do livro Elementos de Euclides), as teorias axiomáticas formalizadas baseiam-se nos desenvolvimentos da lógica matemática acontecidos a partir das últimas décadas do século XIX, devido aos trabalhos de Frege, Post, Russell, Whitehead, Hilbert, Skolem e outros.
No desenvolvimento das teorias axiomáticas no século XX, foi muito significativa a influência do Programa de Hilbert que propôs que as teorias matemáticas deveriam ser formalizadas como teorias axiomáticas, sendo as deduções realizadas de maneira puramente formal, utilizando regras lógicas formais previamente definidas. No sexto dos seus problemas, Hilbert propôs ainda que as teorias físicas também deveriam ser axiomatizadas à maneira das teorias matemáticas.

### Propriedades
Consistência: Uma teoria axiomática é dita consistente quando nela não é derivada uma contradição, ou seja, não são derivados uma proposição e a sua negação. Por exemplo, a teoria das
álgebras de Boole pode ser considerada consistente, pois possui um modelo finito.
Quando as regras utilizadas correspondem à lógica clássica, se a teoria for inconsistente, a partir de uma contradição pode ser derivado qualquer enunciado, trivializando o sistema.
Independência: Dada uma teoria axiomática ou um conjunto de axiomas, um axioma é dito independente se ele não pode ser derivado dos demais. Por exemplo, o enunciado da comutatividade é independente em teoria de grupos, pois existem grupos não comutativos. Na geometria, o Postulado das paralelas é considerado independente dos demais.
Completude: Uma teoria axiomática é dita completa se para cada proposição P da teoria (fórmula sem variáveis livres), ou bem pode ser deduzida P ou bem pode ser deduzida a negação de P.
Como exemplos de teorias matemáticas completas podemos citar a teoria dos corpos algebricamente fechados de característica fixa e a teoria das álgebras de Boole sem átomos.
O Teorema da incompletude de Gödel demonstra que as teorias matemáticas habituais da aritmética (como a Aritmética de Peano), se são consistentes, então não são completas.
Consistência relativa: Uma teoria axiomática T1 é consistente relativa a uma teoria axiomática T2 se a consistência de T2 implica a consistência de T1. Por exemplo, a Aritmética de Peano é consistente relativa a Teoria de Conjuntos de Zermelo-Fraenkel.

## Modelos
Um modelo (matemática) para um sistema axiomático é um conjunto de expressões bem definidas, cujos valores dos termos indefinidos pertencentes ao conjunto são atribuídos de maneira que é correto com relação aos predicados definidos no sistema. A existência de um modelo concreto prova a consistência do sistema. Um modelo é dito concreto se os valores atribuídos aos objetos são relações (predicados) do mundo real, em oposição a um modelo abstrato, o qual é baseado em outro modelo axiomático.
Modelos podem também ser usados para mostrar a independência de um axioma em um sistema . Construindo um modelo válido para um subsistema sem o axioma especificado, mostra-se que o axioma omitido é independente se a corretura do subsistema não é afetada.
Dois modelos são ditos isomórficos se uma bijeção puder ser encontrada entre seus elementos, de maneira que preserve suas relações. Um sistema axiomático para o qual todo modelo é isomórfico a outro é chamado de categórico (categorial), e a propriedade de categorialidade garante a completude do sistema.

## Método Axiomático
O método axiomático envolve substituir um corpo coerente de proposições(i.e. uma teoria matemática) por uma coleção mais simples de proposições(i.e. axiomas). Os axiomas são desenvolvidos de forma que o corpo original de proposições podem ser deduzidos dos axiomas.
O método axiomático trouxe ao extremo os resultado no logicismo. No livro Principia Mathematica, Alfred North e Bertrand Russel tentaram mostrar que toda teoria matemática poderia ser reduzida a uma coleção de axiomas. De forma mais geral, a redução para um corpo de proposições para uma coleção particular de axiomas desmente o programa de pesquisa matemática. Essa foi uma maneira proeminente na matemática do século XXI, em particular em assuntos baseados em torno da álgebra homológica.
A explicação dos axiomas usados em uma teoria podem ajudar a clarear a um nível adequado de abstração, que o matemático gostaria de trabalhar. Por exemplo, matemáticos optaram que um  anel (matemática) não precisa ser comutativo, o que difere da formulação original de Emmy Noether. Matemáticos decidiram em considerar espaços topológicos mais geralmente, sem o axioma de separação que Felix Haudorff originalmente formulou.
Os axiomas de Zermelo-Fraenkel, o resultado do método axiomático aplicado a um conjunto teórico, permitiu a formulação correta de um conjunto de problemas teóricos e ajudou a evitar os  paradoxos da teoria ingênua dos conjuntos. Um dos problemas foi o da hipótese do continuum

### História
Euclides de Alexandria criou as primeiras axiomáticas existentes, a geometria euclidiana e a teoria dos números. Muitos sistemas axiomáticos foram desenvolvidos no século XIX, incluindo geometria não euclidiana, os fundamentos da análise real, a teoria dos conjuntos de Cantor, o trabalho de Fegre em fundamentos, e uso do novo método axiomático de Hilbert como ferramenta de pesquisa. Por exemplo, a teoria dos grupos foi a primeira a ser posta em uma base axiomática no final do século XIX. Uma vez que axiomas foram esclarecidos(os quais elemento inverso deveria ser requerido, por exemplo), o assunto poderia proceder de forma autônoma, sem referência às origens do ação (matemática) desses estudos.

### Problemas
Não é todo corpo consistente de proposições que podem ser descritos por uma coleção de axiomas. Uma coleção de axiomas é chamado de recursivo se um programa de computador pode reconhecer se uma dada proposição na linguagem é um axioma. O Teorema da incompletude de Gödel  diz que há certos corpos consistentes de proposições sem axiomatização(do inglês axiomatization) recursiva. Tipicamente, um computador pode reconhecer axiomas e regras lógicas para derivar teoremas, e se uma prova é válida, mas para determinar se a prova para uma afirmação existe deve-se esperar e ver se a prova ou a negação é gerada. O resultado não saberá quais proposições são teoremas e dessa maneira método axiomático é quebrado. Um exemplo deste tipo de corpo é a teoria dos números naturais. Os axiomas de Peano apenas descrevem parcialmente essa teoria.
Na prática, não é toda prova que pode ser reduzida aos axiomas. As vezes, não está claro a que coleção de axiomas uma prova utiliza. Por exemplo, uma sentença da teoria dos números pode ser expressa em linguagem aritmética(i.e. na linguagem do axiomas de Peano) e a prova pode se utilizar de topologia à análise complexa.
Qualquer sistema de axiomas mais ou menos arbitrário é uma base para alguma teoria matemática, mas estes sistemas não estão necessariamente livres de contradições, e mesmo que estejam, não é necessário que clarifique alguma coisa. Filósofos da matemática as vezes afirmam que matemáticos escolhem axiomas arbitrários, mas a verdade é que apesar deles parecerem arbitrários quando vistos por um ponto de vista específico da lógica dedutiva, isso é apenas uma limitação no propósito que lógica dedutiva serve.

### Exemplo: Axiomas de Peano
O sistema matemático de números naturais 0 ,1 ,2 ,3 ,4... é baseado em um sistema axiomático que foi primeiramente escrito por Peano em 1889. Ele escolheu os axiomas, na linguagem(estrutura) de um único símbolo de função S.(sucessor), para o conjunto dos números naturais. Para um conjunto os números naturais são:
- 0 é um número natural ;
- Todo numero natural x possui um sucessor, denotado por s(x);
- Não há numero natural y tal que s(y) = 0;
- Números naturais distintos possuem sucessores distintos. Se a≠ b então S(a) ≠ S(b).
- Se 0 e o sucessor de todo numero natural apresentam uma propriedade então todo numero natural possui essa propriedade.

### Axiomatização
Na matemática, axiomatização, é a formulação de um sistema de afirmações (i.e. axiomas) que relaciona um número de termos primitivos, de maneira que um corpo consistente de proposições  pode ser derivado dedutivamente dessas afirmações. Assim a prova de qualquer proposição pode, em principio, ser reduzidos aos axiomas.